# Boris Sekulić
Boris Sekulić (cyryl. Борис Секулић; ur. 21 października 1991 w Belgradzie)  – słowacki piłkarz serbskiego pochodzenia, występujący na pozycji obrońcy w Górniku Zabrze, reprezentant Słowacji.

## Kariera
Zaczynał karierę w Serbii, gdzie występował w FK Zemun (2005–2010), FK Grafičar Beograd (2009–2010) oraz FK Beograd (2010–2011). Mając dziewiętnaście lat trafił do MFK Košice, w którym grał w latach 2011–2015 i zdobył w sezonie 2013/2014 Puchar Słowacji. W czerwcu 2015 roku trafił na zasadzie wolnego transferu do Slovanu Bratysława, z którym podpisał trzyletni kontrakt. Od rundy wiosennej sezonu 2016/2017 pełnił funkcję kapitana zespołu. W sezonie 2016/2017 oraz 2017/2018 Sekulić zdobył ze Slovanem Puchar Słowacji. W czerwcu 2018 roku rozwiązał kontrakt ze Slovanem i jako wolny zawodnik trafił do CSKA Sofia. W lutym 2019 roku Sekulić związał się z Górnikiem Zabrze umową obowiązującą do końca sezonu 2018/2019 z opcją przedłużenia o kolejny rok. 15 lutego 2020 roku trafił do Chicago Fire.
W sierpniu 2017 roku Sekulić otrzymał słowackie obywatelstwo. W reprezentacji Słowacji zadebiutował w towarzyskim spotkaniu przeciwko Tajlandii (2:3, 25 marca 2018 roku), który był rozgrywany w ramach turnieju King's Cup.